# Marinesignalstelle
Eine Marinesignalstelle ist eine Landstation, die dem Fernmeldeverkehr zwischen Landdienststellen der Marine und Marineschiffen im Küstenbereich dient.

## Aufgaben und Ausstattung

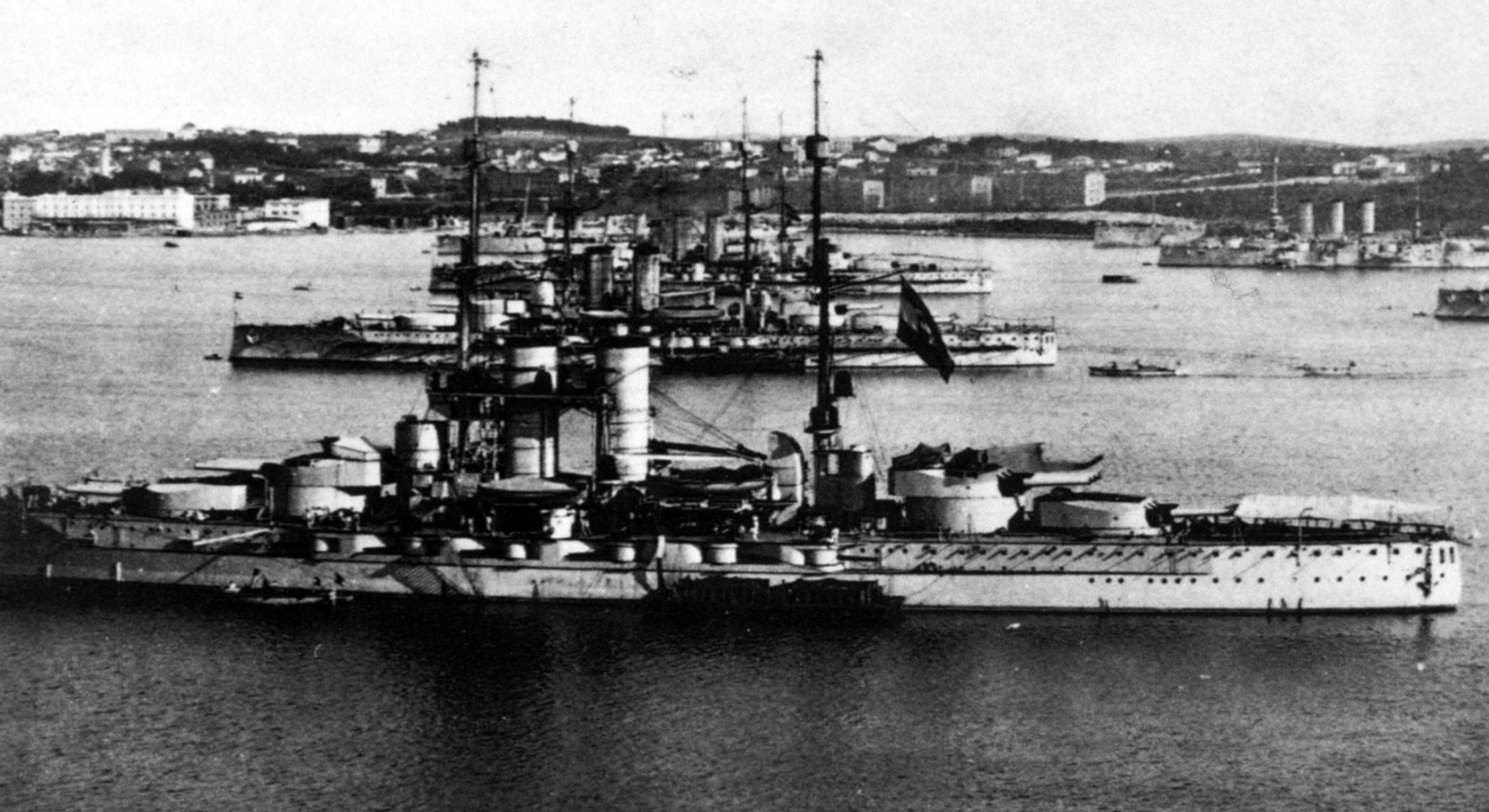
Schiffe der k. u. k. Kriegsmarine ankern vor dem Marinestützpunkt Pula

In früheren Jahrhunderten war es üblich, dass Kriegsschiffe nicht im Hafen festmachten, sondern vor ihrem Stützpunkt auf Reede ankerten. Um mit den ankernden Schiffen kommunizieren zu können, wurden in den Marinestützpunkten Signalstationen mit Flaggenmasten eingerichtet, um Flaggensignale austauschen zu können. Später wurden diese Stationen zusätzlich mit Morse-Scheinwerfern ausgestattet. 
Viele Signalstellen erhielten außerdem Sprechfunkgeräte, jedoch wurde weiterhin optischer Signalverkehr betrieben, weil er nicht elektronisch aufgeklärt werden konnte. Um diesen Vorteil über die engere Umgebung der Stützpunkte hinaus nutzen zu können, wurden zusätzliche Signalstellen an exponierten Orten wie Kaps und Inseln errichtet.

## Signalstellen in Deutschland
Bereits die Kaiserliche Marine richtete an ihren wichtigsten Stützpunkten Signalstellen ein. Die Bundesmarine betrieb fünf Signalstellen in Wangerooge, Helgoland, Olpenitz, Kiel und Fehmarn, die dem Marineführungsdienstkommando unterstellt waren. 
Als sich nach dem Ende des Kalten Krieges die Aktivitäten der Marine aus dem deutschen Küstenraum in außerheimische Gewässer verlagerten, verlor die optische Kommunikation an Bedeutung. Die Signalstellen konnten deshalb auf einen unbemannten Betrieb mit ferngesteuerten Funkgeräten umgestellt werden. Als letzte deutsche Marinesignalstelle wurde 1997 die Signalstelle Olpenitz außer Dienst gestellt.

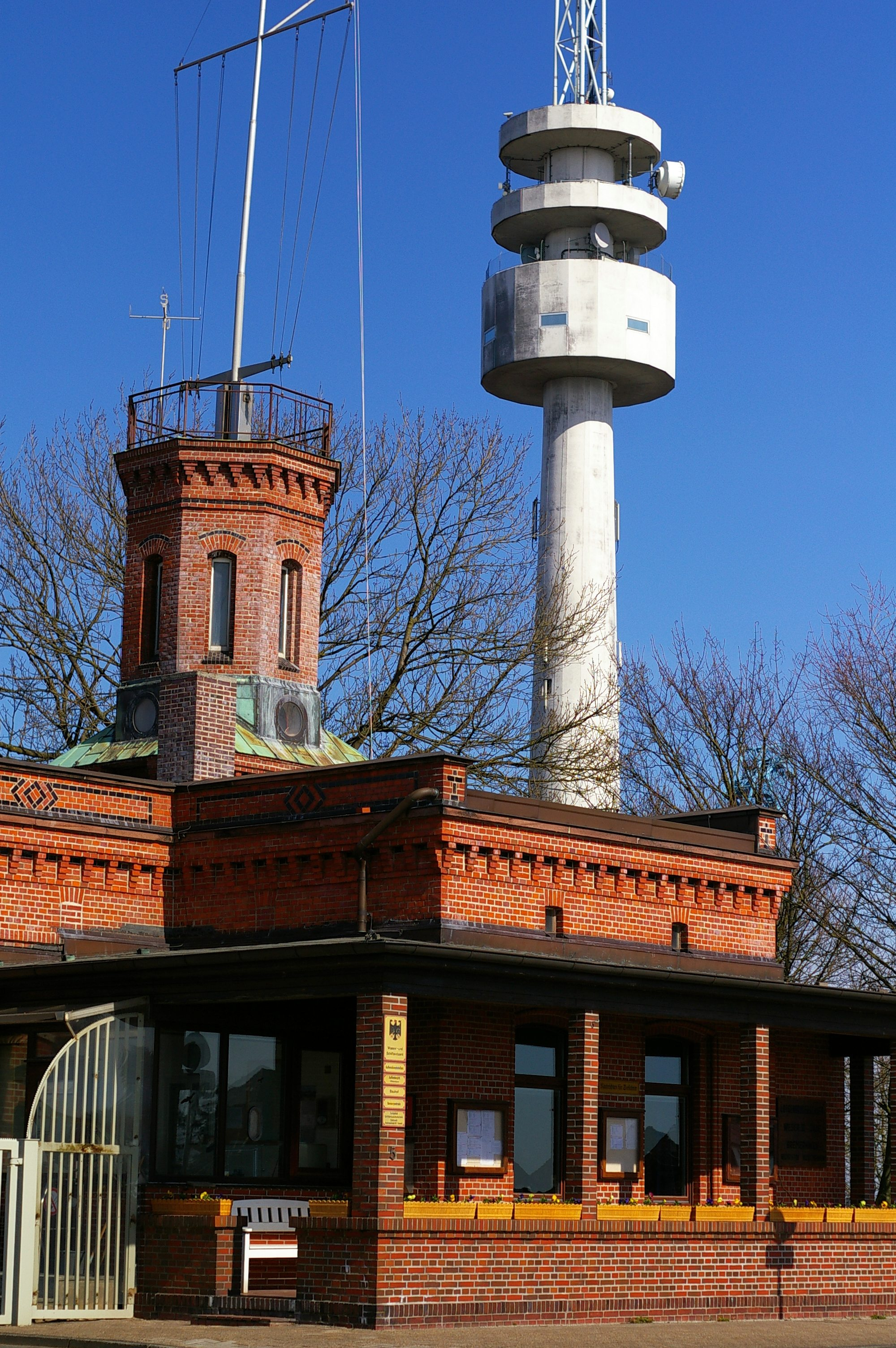
Die ehemalige Marinesignalstelle der Kaiserlichen Marine an der Ersten Einfahrt in Wilhelmshaven, jetzt Lotsenstation
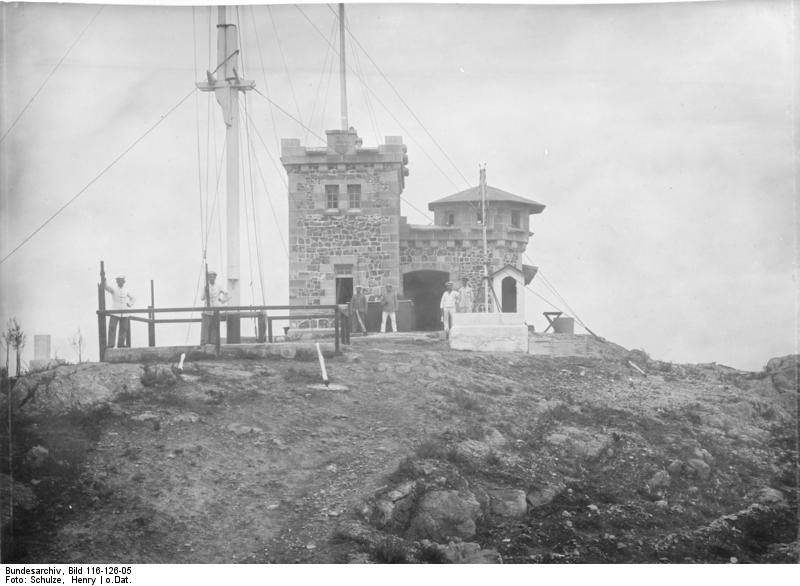
Signalstation der Kaiserlichen Marine in Tsingtao
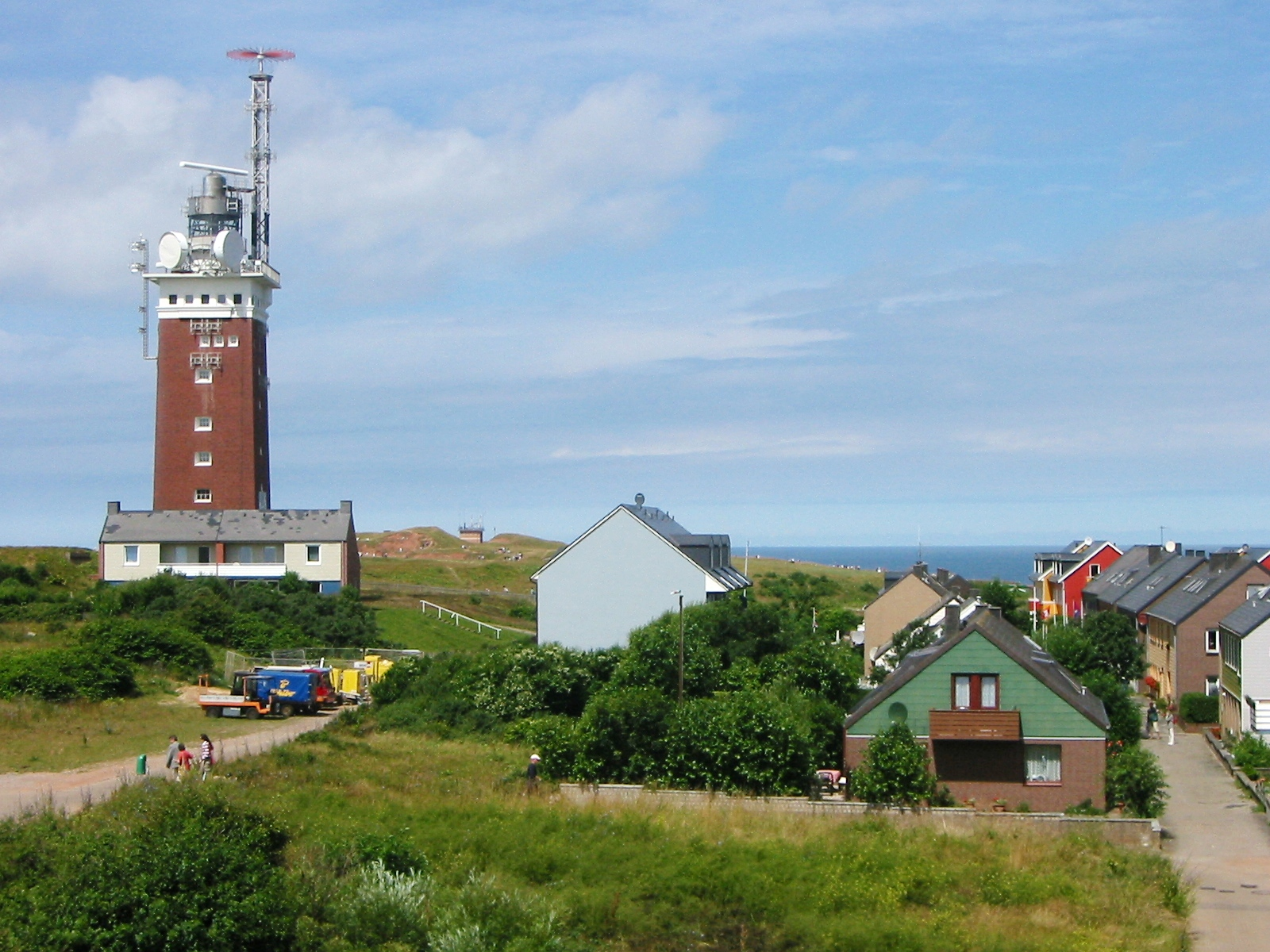
Die Marinesignalstelle Helgoland befand sich auf dem Leuchtturm
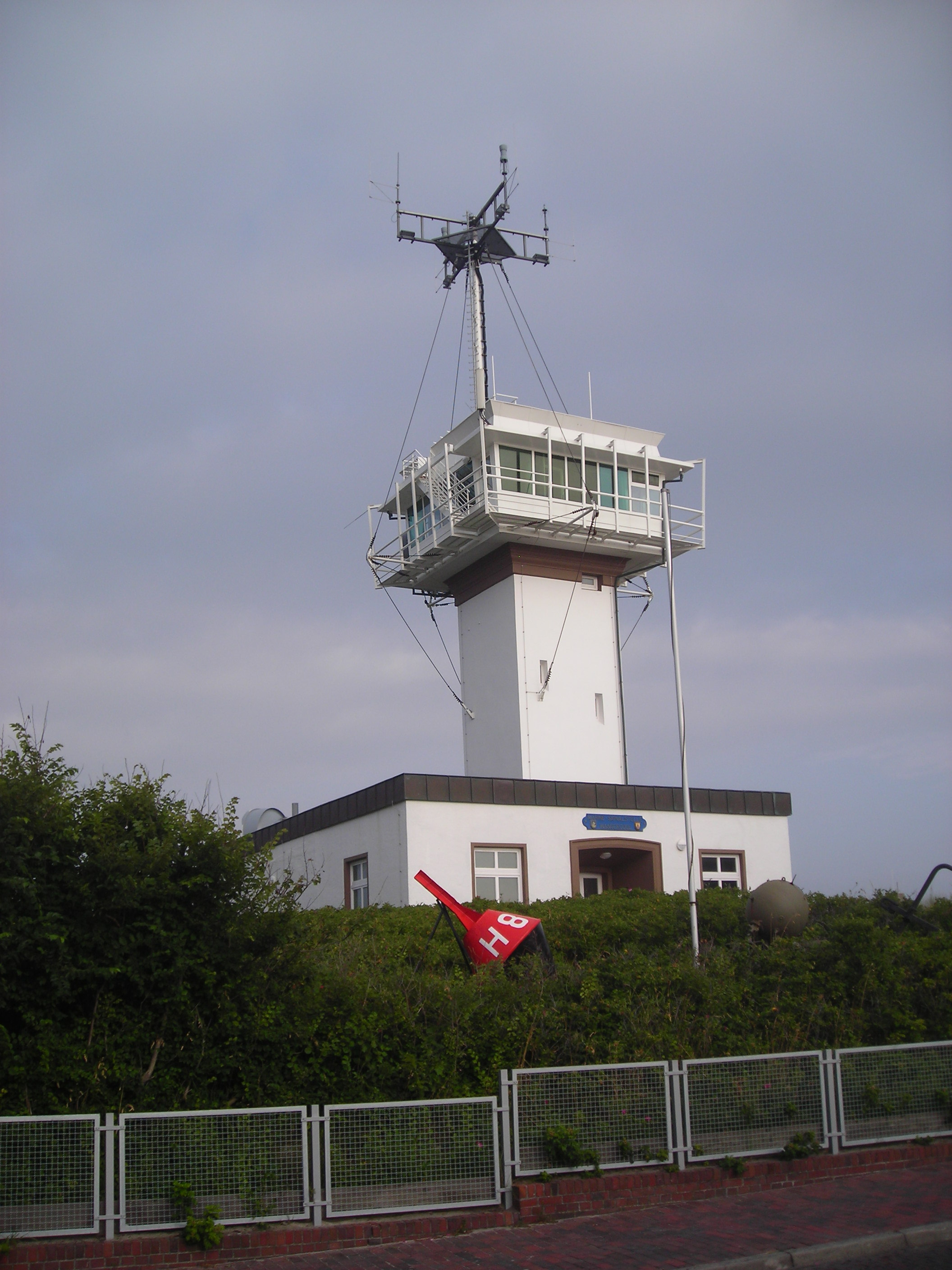
Die ehemalige Marinesignalstelle Wangerooge
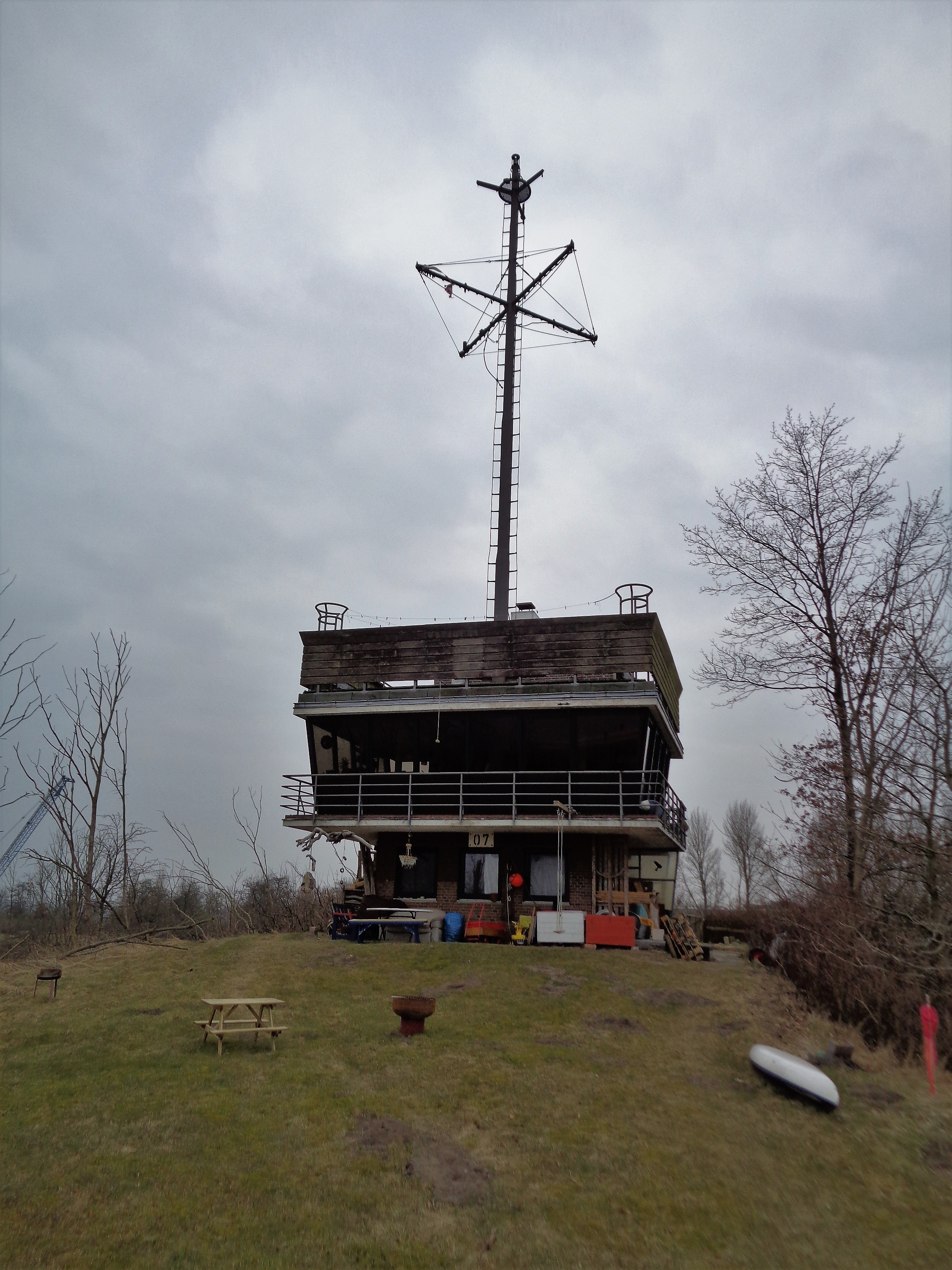
Ehemalige Marinesignalstelle auf dem Gelände der Festung Friedrichsort